# 廣西投資集團
廣西投資集團有限公司，簡稱廣西投資集團（英語：Guangxi Invesrment Group Company Limited），成立于1988年6月24日，由中國人民銀行批准设總部于廣西南寧，設立前身為「廣西建設投資開發公司」，業務在中國內地和全球經營能源、铝业、新材料、健康产业、数字产业、金融。

## 历史
1989年，「廣西建設投資開發公司」和「广西电力开发投资公司」合併；1992年總部搬遷至「经协大厦」；1996年，更名為「广西开发投资有限公司」。
2000年，「广西开发投资有限公司」投資「廣西百色銀海鋁業有限責任公司」，佔60.1%股權；2001年10月，「广西开发投资有限公司」以2億元人民幣，收購国海证券25%股權；2003年2月，和中國鋁業公司、中國五礦進出口公司合營設立「桂西華銀鋁業股份有限公司」，位於德保县。
2012年1月19日，「广西开发投资有限公司」設立「印尼桂华资源有限公司」，總部位於印尼雅加達；2013年10月23日，設立「南宁市广源小额贷款有限公司」；2014年6月30日，以15億元人民幣，收購广西北部湾银行17.08%股權；2015年6月19日，設立「广投集团金融控股有限公司」；2015年12月28日，設立「广投文化旅游投资公司」2018年5月，設立「数字广西集团」。
2020年8月11日，已更名「廣西投資集團」被2020年度美國財富雜誌全球500強，排名為第490位。
2021年8月2日，廣西投資集團被美國財富雜誌所刊發，2021年度全球500強企業，排名為439位，以277.079億美元營業額，利潤為4130萬美元，資產為915.949
億美元，總合計股東權益為75.376億美元，股東權益收益率為0.1%，營業額收益率為0.5%，淨資產收益率則因資料不足而未能按照披露（政府持有50%股權或以上），較比上升51位。

## 連結
- gig.cn （页面存档备份，存于）